# 結城洋平
結城 洋平（ゆうき ようへい、1988年6月25日 - ）は、日本の俳優。東京都出身、血液型O型。gcm所属。

## 来歴
- 2004年「3年B組金八先生」の生徒役でデビュー[1]。
- 2009年 Amuse-Prestage project-unit「ブラックパールが世界を動かす」で初舞台を踏む。
- 2011年3月 日本体育大学体育学部を卒業。
- 2014年3月 旗揚げ前のユニット時代から所属していた劇団プレステージを退団、同時にアミューズからも退所。
- フリーで活動した後、現在はgcmに所属。
- 2016年 自身が主宰する演劇企画「結城企画」を立ち上げた。[2]

## 人物
- 自他共に認める忍者好きで、役者仲間やファンの間で「忍者くん」や「忍者」と呼ばれることが多い。過去に日光江戸村に直談判しに行くものの年齢制限の為断念した[1]。日本体育大学体育学部へ進学したのも一番忍者に近いと思ったのが理由だった[3]。
- 濱田岳と親交が深い。
- かつて所属していた劇団プレステージでは公演毎の劇団内オーディションで毎回メインキャストを勝ち取り、内2回は主演も果たした。

## 出演

### テレビドラマ
- 3年B組金八先生（TBS） - 高木隼人 役
  - 第7シリーズ（2004年10月15日 - 2005年3月25日）
  - スペシャル11「未来へつなげ 3B友情のタスキ〜たった一人の卒業式…3Bの絆は再び迫る薬物依存の魔の手から仲間を救い出せるのか!?」（2005年12月30日）
  - 3年B組金八先生ファイナル〜「最後の贈る言葉」（2011年3月27日）
- ヤ・ク・ソ・ク（2005年、TBS） - 井手和哉 役
- 大好き!五つ子Go!!（2005年、TBS） - 青島亮太 役
  - 大好き!五つ子Go2!!（2006年7月 - 9月）
- 金曜エンターテイメント「妻は多重人格者」（2006年3月24日、フジテレビ系列）
- dramaW「チルドレン」（2006年5月20日、WOWOW）
- 死ぬかと思った第3話（2007年5月、日本テレビ）
- 日本テレビ開局55年記念スペシャルドラマ「あの日、僕らの命はトイレットペーパーよりも軽かった―カウラ捕虜収容所からの大脱走―」（2008年7月8日、日本テレビ）
- 赤い糸（2009年1月、フジテレビ）
- 恋して悪魔〜ヴァンパイア☆ボーイ〜（2009年7月 - 9月、フジテレビ） - 上杉謙二 役
- 深夜食堂第12話（2011年10月25日、TBS）
- 息もできない夏第5話（2012年8月25日）
- お先にどうぞ（2012年11月25日、WOWOW）
- 天魔さんがゆく第6話（2013年9月2日、TBS）
- 神様のベレー帽〜手塚治虫のブラックジャック創作秘話〜（2013年9月24日、フジテレビ）
- 刑事のまなざし第4話（2013年10月28日、TBS）
- 恋文日和第1話（2014年1月6日、日本テレビ）
- ドラマ弱虫ペダルSeason2（2017年、BSスカパー!） - 山口紀之 役
- 仮面ライダーガヴ 第29話（2024年4月6日、テレビ朝日） - ジエイズ・宇川 役

### その他の番組
- 畑のうた 2nd Season〜真夏の果実（2009年7月5日 - 9月27日、テレビ東京）[4]
- 東京エトワール音楽院（2012年10月 - 2013年9月26日、日本テレビ）
- ストレッチマン・ゴールド（2018年10月11日 - 、NHK Eテレ） - ストレッチマン・ゴールド 役 ※レギュラー[5]

### 映画
- バッテリー（2007年）
- 幸福な食卓（2007年）
- 奈緒子（2008年） - 藤本卓治 役
- 雪の花（2009年） - 男子学生 役
- 食堂かたつむり（2010年）
- みなさん、さようなら（2013年）
- 女子ーズ（2014年）

### CM
- 日東電工（2005年）
- ブルボン プチシリーズ（2008年）
- 花王 サクセス育毛トニック（2013年）
- 富士通 「あなたの未来に。富士通の技術」クラウド篇（農業）（2013年）

### PV
- WEAVER「shine」（2011年、演出：直 (映像作家)）
- GReeeeN「雪の音」（2012年、演出:直 (映像作家)）[6]

### 舞台
- 「BLACK&WHITE 悪魔のテンシ天使の悪魔」（2010年8月28日 - 9月5日、サンシャイン劇場）[7]
- 「カタルシスそして」（2011年5月31日 - 6月5日、Space早稲田）
- 小倉久寛ひとり立ち公演 vol.3「ダンス天国 人生やり直しコメディー」（2011年8月26日 - 9月4日、新宿シアターサンモール）[8]
- *pnish*プロデュース「モンスターボックス」（2012年2月1日 - 12日、CBGKシブゲキ!!︎）[9]
- 劇団SET タイツマンズ・バラ組「シュワッチ!〜目指すはタイツの王子様〜」（2012年3月14日 - 22日、赤坂RED THEATER）[10]
- ドラマデザイン社「ガールズ・プリズン・オペラ」（2012年6月27日 - 7月1日、テアトルBONBON）
- 「JEWELRY HOTEL」（2012年7月15日、紀伊国屋ホール） - 日替わりゲスト出演[11][12]
- ベッド&メイキングス第3回公演 野外劇「南の島に雪が降る」（2014年6月12日 - 22日、お台場潮風公園内「太陽の広場」特設会場）
- とくお組第23回公演「銀河ホテル〜たまプラーザ店」（2014年7月2日 - 6日、座・高円寺1）
- ぬいぐるみハンター
  - 「おせっかい母ちゃんリビングデッド」（2014年8月8日 - 17日、下北沢駅前劇場）
  - 「佐藤佐吉大演劇祭2018in北区」参加作品「ゴミくずちゃん可愛い」（2018年3月3日-4日、飛鳥山公園野外舞台）[13]
- 「キッカケの場所」（2014年11月28日 - 30日、全労済ホール スペース・ゼロ）
- ガレキの太鼓「止まらずの国」(再々演)（2014年12月19日 - 30日、こまばアゴラ劇場）[14]
- タカハ劇団
  - 「わたしを、褒めて」（2015年2月4日 - 11日、下北沢駅前劇場）
  - 「嘘より、甘い」（2016年9月7日 - 11日、下北沢小劇場B1）[15]
- ちっちゃな英雄（ヒーロー）（2015年9月4日 - 29日、サンリオピューロランド内 1階フェアリーランドシアター） - ジョージ 役
- 空想組曲 vol.13「組曲『遭遇』」ゲスト出演（2016年12月10日、新宿サンモールスタジオ）[16]
- 浮世企画「メッキの星」 （2017年4月13日 - 18日、SPACE 雑遊）[17]
- ピウス企画「WHEREABOUTS」 （2018年3月28日 - 4月1日、萬劇場）[18]
- DULL-COLORED POP vol.19「あつまれ！『くろねこちゃんとベージュねこちゃん』まつり」（2019年2月14日 - 24日、サンモールスタジオ ）[19]
- 魔法使いの嫁（2019年10月、あうるすぽっと） - オベロン 役[20]
  - 魔法使いの嫁 老いた竜と猫の国（2020年10月17日 - 25日、紀伊國屋ホール / 11月7日 - 8日、サンケイホールブリーゼ） - ミハイル・レンフレッド 役[21]
- unrato#6「冬の時代」（2020年3月20日 - 29日、東京・東京芸術劇場 シアターウエスト）[22]
- 第7世代実験室 #playthemoment リモート演劇×シェイクスピア「ヘンリー六世」（2021年9月15日、YouTube） - ジョージ 役[23]
- ティーファクトリー「オール・アバウト・Z」（2021年11月6日 - 10日／ザ・スズナリ）[24]
- ゴジゲン「かえりにち」（2022年4月20日 - 29日／ザ・スズナリ、5月2日 - 4日／北九州芸術劇場 小劇場、5月7日 - 10日／THEATRE E9 KYOTO紀伊國屋ホール（予定））[25]

#### 劇団プレステージ
- Amuse-Prestage project-unit
  - 「ブラックパールが世界を動かす」（2009年4月8日 - 12日、千本桜ホール）
  - 「マフィアは電柱の根元に葉巻を置いたか?」（2010年3月17日 - 22日、千本桜ホール）
- 劇団プレステージ
  - 第1回公演「ペンシルビルWARS〜眠らぬ街のアツい日〜」（2010年10月23日 - 31日、千本桜ホール）
  - 第2回公演「サイキックフライト!〜頑張る7人のエスパーとあと2、3人〜」（2011年4月28日 - 5月8日、千本桜ホール）
  - 第3回公演「「ゼツボー荘」より愛を込めて」（2011年11月22日 - 12月6日、千本桜ホール） - 主演
  - 第4回公演「Have a good time?」（2012年8月17日 - 9月2日、千本桜ホール）
  - 劇団プレステージ内ユニット公演「んざんび君。」（プリン爆弾 of Prestage Project）（2012年12月7日 - 9日、千本桜ホール）[26]
  - 第5回公演「ゴーストレイト」（2013年4月19日 - 29日、CBGKシブゲキ!!︎） - 主演 敬司 役[27]
  - 第6回公演「アウタースペース109」（2013年9月25日 - 10月6日、CBGKシブゲキ!!︎）- 黒崎真一郎 役[28]
  - 第22回公演「シニタイ ウィズ ヴァンパイア」（2025年8月13日 - 17日〈予定〉、浅草九劇）[29]

#### 結城企画
- 第一回公演「ブックセンターきけろ」（2016年11月11日 - 13日、Geki地下Liberty）[2]
  - 第二回公演「くるみ割れない人間」（2017年1月25日 - 31日、OFF・OFFシアター）[30]
  - 第三回公演「瞬間、今、おれ、わたし、やるっきゃない」（2018年6月27日、下北沢 小劇場B1）[31]

### イベント
- 劇的に！マザー牧場で動物と劇プレに触れ合おうツアー（2012年10月6日、マザー牧場）
- SUPERハンサムLIVE2012 特別公演（2012年12月28日、パシフィコ横浜国立大ホール）
- なうメン△1周年記念イベント（2013年3月31日、ベルサール渋谷ファースト HALL A）- 第2部ゲスト[32][33]
- 劇・プレ博2013 〜初春の広報戦略〜（2013年3月20日、新宿ロフトプラスワン）[34]
- Prestage Party in PONGI（2014年2月16日、アミューズミュージカルシアター）
- Prestage Party at 赤坂プリッツ 〜真夏のオールスター大感謝祭〜（2017年7月16日・17日、赤坂BLITZ） - ナレーション[35]
- ゴジゲン　第14回公演『くれなずめ』アフタートーク（2017年10月19日、下北沢 駅前劇場） - ゲスト[36]
  - ゴジゲン『ゲーム王は俺だ!!!!! ～玉の章～珠玉のゲームを君に』（2021年12月27日、阿佐ヶ谷ロフトA） - ゲスト[37]
- 浮世企画 平成感謝祭公演『SHIP』水曜日の男子～結城洋平と村川翔一の場合～ （2018年12月4日、APOCシアター）- 日替わりゲスト[38]
- ザ・プレイボーイズ「間男の間」アフタートーク（2019年9月6日、東京 ステージカフェ下北沢亭） - ゲスト[39]

### ラジオ
- 劇団プレステージのオールナイトニッポンGOLD（2013年1月3日、ニッポン放送）
- スパカン!（2013年9月27日、文化放送）
- 劇団プレステージのオールナイトニッポンR（2014年1月4日、ニッポン放送）

## 連載

### web連載
- ホンシェルジュ[3]